# Lilium auratum
Lilium auratum es una especie de planta de flores perteneciente a la familia Liliaceae nativa de Japón.

## Descripción
Sus flores son del típico color blanco con marcas radiales doradas y puntos naranjas. Se conocen diversas variaciones de color en las flores. Estas son más grandes que cualquier otra del género y las más grandes de las plantas pueden alcanzar los 2.5 metros de altura y tener hasta veinte de ellas. Es muy perfumada.

## Cultivo
Este lirio hace bien en suelo simple o en el suelo ácido. Los ricos o fertilizados suelen matar la planta. Los bulbos deben plantarse en un agujero de tres veces su tamaño tanto en anchura y profundidad, en una zona con buen drenaje Es mejor para esta planta que las cimas de los lirios reciban la luz del sol, pero la base del lirio deben seguir en la sombra. Este lirio puede ser cultivado por semillas, pero para su rápida reproducción se recomienda la ampliación. La vida útil de esta planta es significativamente menor que la de sus descendientes, (alrededor de 3 o 4 años), el modo de aprendizaje para ayudar a reproducir esta planta es clave para el jardinero.

## Variedades
- Lilium auratum var. auratum.
- Lilium auratum var. platyphyllum Baker, Gard. Chron., n.s., 14: 198 (1880).[1]